# Wohn- und Wirtschaftsgebäude Bergstraße 30

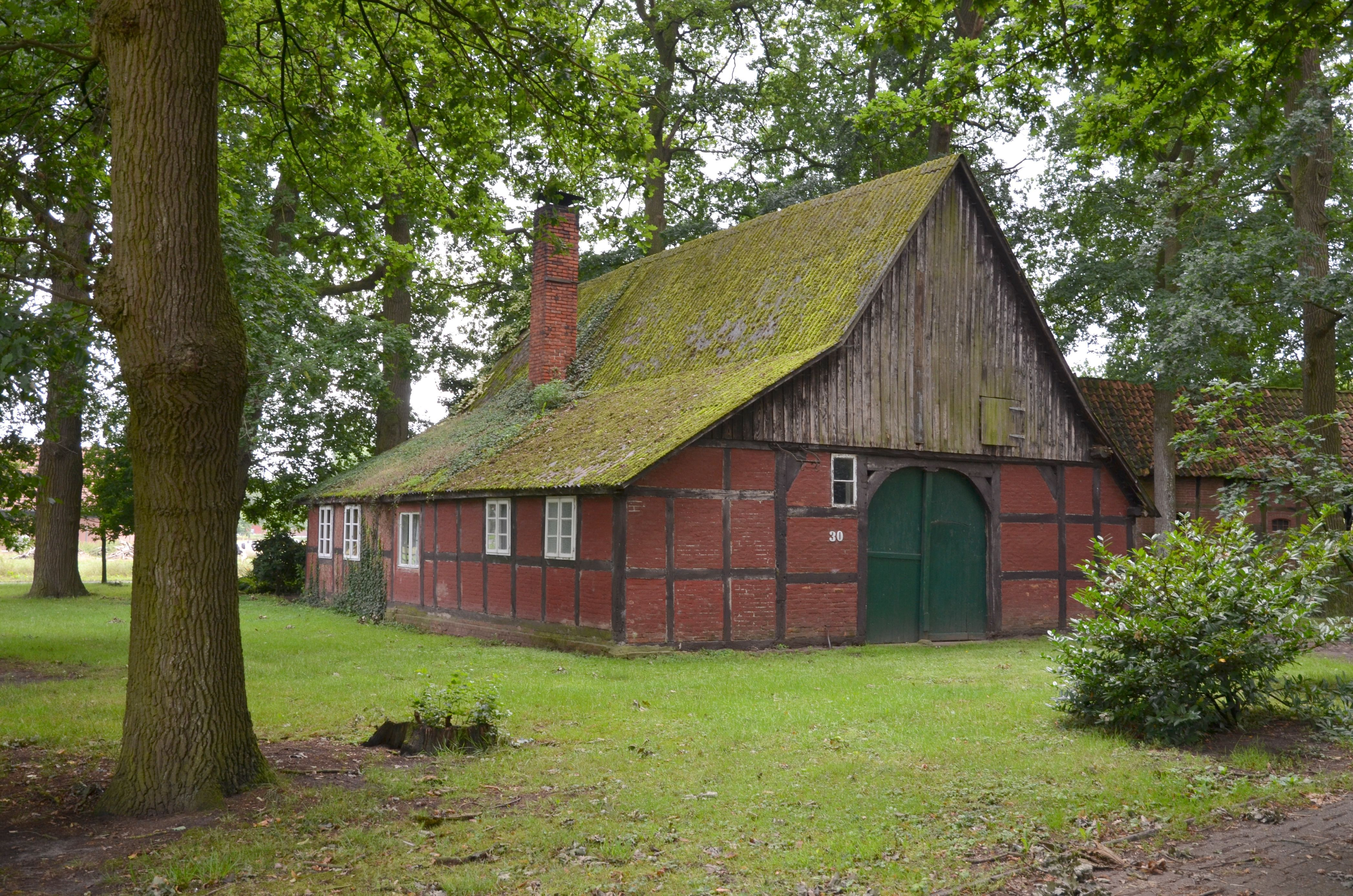
Nord- und Westfassade (2015)

Das Wohn- und Wirtschaftsgebäude Bergstraße 30, Ecke Gangstraße, in der niedersächsischen Gemeinde Gyhum wurde am Ende des 18. Jahrhunderts gebaut. Aktuell (2025) wird das Gebäude zum Wohnen genutzt.
Das Gebäude steht unter Denkmalschutz (siehe auch Liste der Baudenkmale in Gyhum).

## Geschichte und Beschreibung
Als Geihem wurde 1219 der Ort bezeichnet, der zur Börde Gyhum in der heutigen Samtgemeinde Zeven im Landkreis Rotenburg (Wümme) gehört. 
Das eingeschossige traufständige Gebäude als kleineres Zweiständer-Hallenhaus in Fachwerk mit Steinausfachungen, Satteldach und Grooter Door mit Rundbogen wurde um 1780 als Häuslingshaus für das Gesinde eines Hofes gebaut. Die oberen Giebeldreiecke erhielten eine regionaltypische senkrechte Verbretterung. Das Innere ist fast vollständig erhalten. Nördlich wurde im 19. Jahrhundert einseitig eine Abschleppung angefügt.
Das Landesdenkmalamt befand u. a.: „… ein regionstypisches Hallenhaus des späten 18. Jahrhunderts in Zweiständerkonstruktion ….“